# Hrvatski rukometni kup za muškarce 1995./96.
Hrvatski rukometni kup za muškarce za sezonu 1995./96. je peti put zaredom osvojio klub Croatia banka iz Zagreba.

## Rezultati

### Osmina završnice
Igrano 23. i 24. prosinca 1995.
| klub1                          | rez.  | klub2                    |
| ------------------------------ | ----- | ------------------------ |
| Bjelovar                       | 32:36 | Croatia banka (Zagreb)   |
| Osijek 93                      | 33:32 | Zrinski IPC (Čakovec)    |
| Moslavina (Kutina)             | 36:35 | Zadar Gortan             |
| Arena (Pula)                   | 31:17 | Županja                  |
| Zamet (Rijeka)                 | 24:23 | Metković                 |
| Solin Transportcommerce        | 27:25 | Sisak                    |
| Karlovačka pivovara (Karlovac) | 34:20 | Varteks Tivar (Varaždin) |
| Medveščak (Zagreb)             | 27:24 | KRM Split                |

### Četvrtzavršnica
Igrano 17. i 24. veljače 1996.
| klub1                          | rez.         | klub2              |
| ------------------------------ | ------------ | ------------------ |
| Osijek 93                      | 25:27, 29:30 | Moslavina (Kutina) |
| Croatia banka (Zagreb)         | 40:24, 22:24 | Zamet (Rijeka)     |
| Solin Transportcommerce        | 23:25, 18:28 | Medveščak (Zagreb) |
| Karlovačka pivovara (Karlovac) | 26:24, 31:23 | Arena (Pula)       |

### Završni turnir
Igran 12. i 13. travnja 1996. u Kutini.
| klub1                  | rez.          | klub2                          |
| poluzavršnica          | poluzavršnica | poluzavršnica                  |
| ---------------------- | ------------- | ------------------------------ |
| Moslavina (Kutina)     | 27:23         | Medveščak (Zagreb)             |
| Croatia banka (Zagreb) | 28:27         | Karlovačka pivovara (Karlovac) |
|                        |               |                                |
| za pobjednika          |               |                                |
| Moslavina (Kutina)     | 21:23         | Croatia banka (Zagreb)         |

## Poveznice
- 1. A HRL 1995./96.
- 1. B HRL 1995./96.
- 2. HRL 1995./96.